# Фадеєв Володимир Леонтійович
Фадеєв Володимир Леонтійович — український кінооператор.
Народився 7 лютого 1908 р. Закінчив Київський кіноінститут (1932). Був оператором і звукооператором Київської кіностудії художніх фільмів (1932—1937, 1952—1963) в кінокартинах: «Вогненний міст», «Мальва», «Калиновий гай» та ін.
Був членом Спілки кінематографістів України.
| українська персоналія | Це незавершена стаття про особу, що має стосунок до України. Ви можете допомогти проєкту, виправивши або дописавши її. |